# Sheffield-klassen
Sheffield-klassen (også Type 42, også omtalt som Birmingham-klassen) er en destroyer brugt af Royal Navy og Armada de la República Argentina. Klassen er navngivet efter det første skib i klassen HMS Sheffield (D80), der blev sænket under Falklandskrigen i 1982.

## Historie
Klassen blev designet i slutningen af 1960'erne til at kunne beskytte flåden mod den hastigt udviklende lufttrussel. I alt blev der bygget 14 skibe i tre serier (batches), hvoraf fire stadig er i tjeneste (HMS Liverpool, Gloucester, Edinburgh and York). Derudover er der bygget to skibe (Batch 1) til Argentinas flåde, hvoraf den ene stadig er i aktiv tjeneste. Skibene udgør, sammen med Duke-klassen, hjørnestenen i Royal Navy, selvom de gradvist bliver udskiftet med den moderne Daring-klasse. HMS Sheffield og HMS Coventry (D118) blev sænket af argentinske flåde under Falklandskrigen (Dette var første gang siden 2. verdenskrig at to krigsskibe af samme design mødte hinanden i en krigssituation, da Kriegsmarinen erobrede fire korvetter af Flower-klassen i Frankrig i 1940).
Da Labour-regeringen i 1966 annullerede luftforsvarsdestroyerne af Bristol-klassen efter konstruktionen af et skib sammen med den foreslåede hangarskibsklasse var der stadig et behov for et antal luftforsvarsdestroyere med samme egenskaber som Bristol-klassen. Resultatet blev Sheffield-klassen, der desuden blev udrustet med en hangar samt et helikopterdæk.
Designet var budgetteret med et loft på 19 millioner pund per skib, dette holdt dog ikke længe. Det originale design (21 millioner £) var ens med "batch 3" skibene. Men for at begrænse overforbruget på budgettet fjernede man 14,30 meter fra forskibet, hvorved man ændrede skibets skrogform betragteligt. Disse skrogforkortelser viste under værfternes søprøver gang på gang at have en ganske uheldig indflydelse på skibenes sødygtighed. Efterfølgende blev der installeret forstærkende spanter på batch 1 og 2 skibene for at imødegå det stres der uundgåeligt kom på skibene grundet skrogenes strukturændringer.Batch 3 skibene modtog derimod en ekstern spant placeret langskibs for at kompensere for det stres på skibets længdeakse.
Det første skib i klassen, HMS Sheffield, var oprindeligt udstyret med "udstødningsafledere" på sin skorsten for således at minimere skader på de antenner der er placeret over skorstenen. Dette er dog en alvorlig brist for skibets sikkerhed, da disse afledere bliver ganske varme under brug og dermed er gode mål for infrarøde missiler. Disse afledere blev efterfølgende fjernet og alle andre skibe blev udstyret med et andet system der blander ventilationsluft med udstødningen for således at nedkøle udstødningen og reducere skibenes termiske signaturer.
De to argentinske skibe er begge baseret i Puerto Belgrano; ARA Santissima Trinidad bliver benyttet som reservedelslager til sit søsterskib, Hercules, som har fået ombygget sin agterste overbygning og hangar samt installationen af et Exocet-system.

## Designdetaljer
Type 42 destroyere blev bygget til at fylde hullet efter annulleringen af den større Type 82 destroyer. Den skulle kunne løse de samme opgaver, men lignende systemer på et mindre og mere effektivt skrog. Skibene primære våbensystem er GWS-30 Sea Dart luftforsvarsmissilsystemet, der dog efter nutidens standard må anses som værende ganske forældet.
Sheffield-klassen er derudover udrustet med en 114 mm Vickers Mark 8 kanon samt seks torpedorør. To Phalanx Mk. 15 CIWS blev udstyret på de britiske skibe i klassen efter tabet af HMS Sheffield på grund af et Exocet missil. Batch 3 er i forhold til de to tidligere versioner opgraderet betragteligt selvom det planlagt Sea Wolf missilsystem aldrig blev installeret. De to argentinske skibe er ikke kun tiltænkt som luftforsvarsskibe og er derfor også udrustet med fire MM.38 Exocet antiskibsmissiler, men ikke med en CIWS.
I de senere år er vigtigheden af de aldrende Type 42 destroyere øget på grund af Storbritanniens aktivistiske udenrigspolitik samt fjernelsen af Sea Dart missilerne fra Invincible-klassen. Dog har det været nødvendigt at udsende Duke-klassen frem for Sheffield-klassen til kampzoner da Sheffield-klassens kamp- og fremdrivningssystemer er aldrende og begynder at have alvorlige fejl og mangler. I 2010 besluttedes det at skibene gradvist skal udfases frem til 2013.
Alle skibene fremdrives af 2 Rolls Royce TM3B Olympus og 2 Rolls Royce RM1C Tyne gasturbiner i et system hvor det ene sæt turbiner benyttes til normal fremdrivning og det andet sæt når der kræves høj fart. Alle skibene er udstyret med fire Paxman Ventura 16YJCAZ dieselgeneratorer, der hver især kan producere 1 MW, (440V 60 Hz).

## Skibe i klassen
| Pnt.                             | Navn               | Kølen lagt        | Søsat              | Indgået            | Navngivet af              | Skæbne                                                               | Kaldesignal |         |
| Batch 1                          | Batch 1            | Batch 1           | Batch 1            | Batch 1            | Batch 1                   | Batch 1                                                              | Batch 1     | Batch 1 |
| -------------------------------- | ------------------ | ----------------- | ------------------ | ------------------ | ------------------------- | -------------------------------------------------------------------- | ----------- | ------- |
| D80                              | Sheffield          | 15. januar 1970   | 10. juni 1971      | 16. februar 1975   | Dronning Elizabeth II     | Sænket den 4. maj 1982 under Falklandskrigen                         | GNUD        |         |
| D86                              | Birmingham         | 28. marts 1972    | 30. juli 1971      | 3. december 1976   | Lady Empson               | Udgået 31. december 1999, efterfølgende skrottet                     | GQEN        |         |
| D87                              | Newcastle          | 21. februar 1973  | 24. april 1975     | 23. marts 1976     | Lady Pelham-Clinton-Hope  | Udgået 1. februar 2005, efterfølgende skrottet                       | GQIH        |         |
| D88                              | Glasgow            | 16. maj 1974      | 14. april 1976     | 25. maj 1977       | Lady Treacher             | Udgået 1. feburar 2005, efterfølgende skrottet                       | GQIJ        |         |
| D108                             | Cardiff            | 6. november 1972  | 22. februar 1974   | 24. september 1979 | Lady Gilmore              | Udgået 14. juli 2005, efterfølgende skrottet                         | GQIF        |         |
| D118                             | Coventry           | 29. januar 1973   | 21. juni 1974      | 10. november 1974  |                           | Sænket den 25. maj 1982 under Falklandskrigen                        | GDKG        |         |
| Batch 2                          |                    |                   |                    |                    |                           |                                                                      |             |         |
| D89                              | Exeter             | 22. juli 1976     | 25. april 1978     | 19. september 1980 | Lady Mulley               | Udgået 27. maj 2009, skrottet september 2011                         | GVUJ        |         |
| D90                              | Southampton        | 21. oktober 1976  | 29. juni 1979      | 31. oktober 1981   |                           | Udgået 12. februar 2009, skrottet oktober 2011                       | GVUK        |         |
| D91                              | Nottingham         | 6. februar 1978   | 18. februar 1980   | 14. april 1983     | Lady Leach                | Udgået 11. februar 2010, skrottet 2011                               | GZIR        |         |
| D92                              | Liverpool          | 5. juli 1978      | 25. september 1980 | 1. juli 1982       | Lady Strathcona           | Udgået 30. marts 2012, skrottet 2014                                 | GZIS        |         |
| Batch 3                          |                    |                   |                    |                    |                           |                                                                      |             |         |
| D95                              | Manchester         | 19. maj 1978      | 24. november 1980  | 16. december 1982  |                           | Udgået 24. februar 2011, skrottet 2014                               | GYHG        |         |
| D96                              | Gloucester         | 20. oktober 1979  | 2. november 1983   | 11. september 1985 | Hertuginden af Gloucester | Udgået 30. juni 2011, afventer skrotning                             | GBBF        |         |
| D97                              | Edinburgh          | 8. september 1980 | 14. april 1983     | 17. december 1985  | Lady Heseltine            | Udgået 6. juni 2013, afventer skrotning                              | GBBE        |         |
| D98                              | York               | 18. januar 1980   | 20. juni 1982      | 9. august 1985     | Lady Gosling              | Udgået 27. september 2012, afventer skrotning                        | GBBB        |         |
| Armada de la República Argentina |                    |                   |                    |                    |                           |                                                                      |             |         |
| D2                               | Hércules           | 16. juni 1971     | 24. oktober 1974   | 12. juli 1976      |                           | I tjeneste                                                           |             |         |
| D2                               | Santisima Trinidad | 11. oktober 1971  | 9. november 1974   | 1. juli 1981       |                           | Oplagt i 2004, sank 21. januar 2013 i flådestationen Puerto Belgrano |             |         |